# Juan Barrera
Juan Barrera Pérez, né le 2 mai 1989 à Ocotal au Nicaragua, est un footballeur international nicaraguayen évoluant au poste de milieu offensif. 
Avec 51 sélections et 18 buts marqués en équipe nationale depuis 2009, c'est le meilleur buteur de la sélection du Nicaragua.

## Biographie

### Carrière de joueur
Surnommé El Iluminado (« l'Illuminé »), Barrera devient en 2013 le deuxième joueur nicaraguayen à jouer dans une première division de la CONMEBOL, en étant prêté six mois au Deportivo Petare du Venezuela. Durant l'été 2013, il retourne au Real Estelí.
En juin 2015, il rejoint l'équipe autrichienne du Rheindorf Altach en Bundesliga et devient le premier footballeur nicaraguayen à jouer en Europe. Six mois plus tard, le 23 décembre 2015, il revient en Amérique centrale et s'engage pour le CSD Comunicaciones, club du championnat du Guatemala.

### Carrière internationale
Barrera est convoqué pour la première fois par le sélectionneur national Ramón Otoniel Olivas pour un match de la Coupe UNCAF 2009 contre le Salvador, le 22 janvier 2009 (1-1). Par la suite, le 26 janvier 2009, il inscrit son premier but en sélection contre le Belize, toujours lors de la Coupe UNCAF 2009 (1-1). 
Présent à la Gold Cup 2009, il participe également à cinq Coupes UNCAF des nations en 2009, 2011, 2013, 2014 et 2017 et prend part aux éliminatoires des Coupes du monde de 2014 et 2018 (dix matchs disputés pour deux buts marqués).
Auteur de 16 buts en 48 sélections avec le Nicaragua, dont c'est le capitaine, Barrera est le principal artisan de la qualification des Pinoleros (surnom de la sélection) à la Gold Cup 2017 en marquant un triplé lors des cinq dernières minutes du match de barrage-retour opposant le Nicaragua à Haïti, le 28 mars 2017 (victoire 3-0 surmontant la défaite 1-3 au match-aller à Port-au-Prince).

## Statistiques

### Buts en sélection
Le tableau suivant liste les résultats de tous les buts inscrits par Juan Barrera avec l'équipe du Nicaragua.